# NESTOR
NESTOR (англ. Neutrino Extended Submarine Telescope with Oceanographic Research, нейтринний розширений підводний телескоп з океанографічними дослідженнями) — нереалізований проєкт нейтринного телескопа на дні моря біля Пілоса в Греції. Розроблявся з кінця 1980-х років, випробування першого прототипу почалися 2003 року, в 2010-і роки проєкт шукав фінанси для будівництва повноцінного телескопа, а в кінці 2010-х років увійшов до складу проєкту KM3NeT, який планує будівництво нейтринного телескопа приблизно на тому ж місці і є, таким чином, в певній мірі продовженням проєкту NESTOR.

## Опис проєкту
Оскільки нейтрино дуже слабо взаємодіють з речовиною, нейтринні детектори повинні бути дуже великими, щоб виявити значну кількість нейтрино. Після завершення NESTOR мав складатись з великої кількості скляних куль, які містили б фотопомножувачі. Вся конструкція мала бути розміщена на дні моря на глибині 4000 м для зменшення шуму від космічного випромінювання. Детектори передавали б дані на станцію обробки через глибоководний оптоволоконний кабель довжиною 31 км.
Пілос був обраний для встановлення телескопа, тому що він має велику глибину в безпосередній близькості від берега. Він також розташований на протилежному боці Землі від нейтринного телескопа DUMAND у Тихому океані, що дозволяло б порівнювати спостереження двох телескопів та вивчати кореляції між спостережуваними нейтрино.
Первісні дослідження морського дна проводилися в 1989, 1991 та 1992 роках, а в 1990-х роках проводилися наукові конференції Колаборації NESTOR.
У березні 2003 року прототип NESTOR був опущений на глибину 3800 метрів приблизно за 30 кілометрів від узбережжя Греції. Результати роботи прототипу були опубліковані в 2005 році.
У 2014 році проєкт все ще шукав фінансування для будівництва телескопа.
Станом на 2018 рік проєкт NESTOR став частиною проєкту KM3NeT. Розробка телескопа NESTOR як окремого приладу зупинилась. Однак проєкт KM3NeT також планує розмістити нейтринний телескоп біля узбережжя Пілоса і, таким чином, його можна розглядати як продовження проєкту NESTOR.